# Fort Wayne Mad Ants 2009-2010
La stagione 2009-10 dei Fort Wayne Mad Ants fu la 3ª nella NBA D-League per la franchigia.
I Fort Wayne Mad Ants arrivarono quinti nella East Conference con un record di 22-28, non qualificandosi per i play-off.

## Roster
| N° | Naz.                       | Ruolo | Sportivo          | Anno | Alt. | Peso |
| -- | -------------------------- | ----- | ----------------- | ---- | ---- | ---- |
| 4  | Stati Uniti (bandiera)     | G     | Carlos English    | 1984 | 175  | 77   |
| 7  | Stati Uniti (bandiera)     | G     | Ryan Ayers        | 1986 | 201  | 95   |
| 10 | Rep. Dominicana (bandiera) | G     | Andrés Sandoval   | 1983 | 191  | 88   |
| 10 | Stati Uniti (bandiera)     | G     | Roderick Wilmont  | 1983 | 193  | 98   |
| 11 | Stati Uniti (bandiera)     | A     | DeWitt Scott      | 1985 | 198  | 86   |
| 12 | Stati Uniti (bandiera)     | G     | Kyle McAlarney    | 1987 | 183  | 88   |
| 12 | Stati Uniti (bandiera)     | G     | Dan Dickau        | 1978 | 183  | 86   |
| 12 | Stati Uniti (bandiera)     | G     | Julien Mills      | 1985 | 193  | 93   |
| 13 | Stati Uniti (bandiera)     | G     | Jason Straight    | 1983 | 188  | 86   |
| 15 | Stati Uniti (bandiera)     | GA    | Rashad Anderson   | 1983 | 196  | 102  |
| 15 | Stati Uniti (bandiera)     | G     | Brandon Cotton    | 1985 | 183  | 84   |
| 19 | Stati Uniti (bandiera)     | A     | Ron Howard        | 1982 | 196  | 91   |
| 21 | Stati Uniti (bandiera)     | G     | Oliver Lafayette  | 1984 | 188  | 86   |
| 22 | Stati Uniti (bandiera)     | A     | Jamelle Cornley   | 1987 | 196  | 98   |
| 23 | Stati Uniti (bandiera)     | AC    | Anthony Kent      | 1983 | 211  | 102  |
| 24 | Stati Uniti (bandiera)     | A     | Rob Kurz          | 1985 | 206  | 104  |
| 33 | Stati Uniti (bandiera)     | A     | James Booyer      | 1982 | 203  | 93   |
| 34 | Stati Uniti (bandiera)     | C     | Sean Sonderleiter | 1980 | 211  | 111  |
| 41 | Stati Uniti (bandiera)     | C     | Jared Carter      | 1986 | 216  | 113  |
| 41 | Stati Uniti (bandiera)     | C     | Jared Reiner      | 1982 | 211  | 116  |
| 42 | Stati Uniti (bandiera)     | A     | Joe Alexander     | 1986 | 203  | 100  |

## Staff tecnico
- Allenatore: Joey Meyer
- Vice-allenatore: Mike Sanders
- Preparatore atletico: Mark Schlichtenmyer